# Nacimiento
Nacimiento és una localitat de la província d'Almeria, Andalusia. L'any 2005 tenia 467 habitants. La seva extensió superficial és de 81 km² i té una densitat de 5,8 hab/km². Les seves coordenades geogràfiques són 37° 06′ N, 2° 38′ O. Està situada a una altitud de 809 metres i a 52 quilòmetres de la capital de la província, Almeria.

## Demografia
| 1996 | 1998 | 1999 | 2000 | 2001 | 2002 | 2003 | 2004 | 2005 | 2006 |
| ---- | ---- | ---- | ---- | ---- | ---- | ---- | ---- | ---- | ---- |
| 541  | 539  | 528  | 515  | 509  | 482  | 466  | 465  | 467  | 452  |